# 저우훙위
저우훙위(중국어: 周泓余, 병음: Zhou Hongyu, 한자음: 주홍여, 2002년 7월 1일 ~ )는 중화인민공화국의 바둑 기사이다. 후난성 창사시 출신으로 중국기원 소속의 6단이다.

## 경력
후난성 창사시에서 태어났다. 2015년 제29회 황하배 여자선수권대회에서 우승했고, 프로바둑에 입단했다. 중국여자바둑갑조리그에 우후팀으로 참가했다. 2016년은 뤄양쥔허완팀, 2017년과 2018년에는 우후화이밸브팀, 2019년에는 안후이팀으로 갑조리그에 참가했고 2019년에 16승 2패로 가장 높은 승률을 기록했다. 2017년부터 황룡사배에 중국 대표로 출전했고 2017년과 2018년에 1승 1패, 2019년에 2승 1패를 기록했다. 2019년 제23회 신인왕전 토너먼트에서 쩡위안하이와 황춘치, 류위항을 차례로 누르고 결승에 진출하여 천하오신을 2승 무패로 이기고 위즈잉 이후 두 번째 여자 바둑 기사가 되었다.
2019년 제10회 궁륭산 병성배 본선에 올라 우에노 아사미와 왕천싱, 후지사와 리나를 물리치고 결승에 진출했지만 최정에게 패해 준우승에 머물렀다. 2020년 제3회 오청원배 세계여자바둑대회에서 우승을 차지했다.